# Medaliści mistrzostw Polski seniorów w biegu godzinnym
Medaliści mistrzostw Polski seniorów w biegu godzinnym – zdobywcy medali seniorskich mistrzostw Polski w konkurencji biegu godzinnego.
Bieg godzinny mężczyzn w randze mistrzostw Polski został rozegrany jedynie dwukrotnie.
Aktualny rekord mistrzostw Polski seniorów w biegu godzinnym wynosi 18322,13 m i został ustanowiony przez Benedykta Gugałę podczas mistrzostw w 1955 w Toruniu.

## Medaliści
| Mistrzostwa  | 1. miejsce                      | Rezultat | 2. miejsce                                | Rezultat | 3. miejsce                                | Rezultat |
| Rzeszów 1954 | Jan Szwargot CWKS Kraków        | 18122,51 | Mieczysław Szewczyk Włókniarz Łódź        | 17771,70 | Józef Russek Kolejarz Ostrów Wielkopolski | 17258,56 |
| Toruń 1955   | Benedykt Gugała Kolejarz Kraków | 18322,13 | Józef Russek Kolejarz Ostrów Wielkopolski | 18148,40 | Jan Szwargot CWKS Kraków                  | 18013,36 |

## Klasyfikacja medalowa
W historii mistrzostw Polski seniorów na podium tej imprezy stanęło w sumie 4 biegaczy. Najwięcej medali – 2 – wywalczyli Jan Szwargot i Józef Russek. 
| Lp. | Zawodnik            | Złoto | Srebro | Brąz | Razem |
| 1.  | Jan Szwargot        | 1     | 0      | 1    | 2     |
| 2.  | Benedykt Gugała     | 1     | 0      | 0    | 1     |
| 3.  | Józef Russek        | 0     | 1      | 1    | 2     |
| 4.  | Mieczysław Szewczyk | 0     | 1      | 0    | 1     |